# Luke Adams
Luke Adams (8 de mayo de 1994 en Melbourne) es un futbolista australiano nacionalizado neozelandés que juega como defensor en el Ljungskile.
Representó a Nueva Zelanda en las categorías Sub-23, Sub-20 y sub-17, mientras que con la selección mayor ganó la Copa de las Naciones de la OFC 2016.

## Carrera
Realizó las inferiores en el Waitakere United y en el Birmingham City "B". Pero su debut oficial fue en el club neozelandés en la ASB Premiership 2011/12. En 2012 pasó al Derby County, aunque en 2013 regresaría a Nueva Zelanda para firmar un contrato por un año con el Wellington Phoenix, representante del país en la A-League australiana. Luego de haber disputado solo tres partidos en toda la temporada, fue rescindido de su contrato en 2014. Más adelante sería contratado por el Waitakere United, aunque luego de disputar solo tres partidos se incorporó al South Melbourne australiano. Tras ganar la NPL Victoria en 2016, firmó con el Eastern Suburbs de cara a lo que sería la primera temporada de dicho equipo en la liga neozelandesa. Al arribar el año 2017, regresó al Melbourne; aunque a finales de ese año volvería a dejar el club para fichar por el Ljungskile sueco.

### Clubes
| Club                          | País          | Año             |
| ----------------------------- | ------------- | --------------- |
| Waitakere United              | Nueva Zelanda | 2009 - 2011     |
| Derby County Football Club    | Inglaterra    | 2012 - 2013     |
| Wellington Phoenix            | Nueva Zelanda | 2013 - 2014     |
| Waitakere United              | Nueva Zelanda | 2014            |
| South Melbourne Football Club | Australia     | 2014 - 2016     |
| Eastern Suburbs               | Nueva Zelanda | 2016 - 2017     |
| South Melbourne Football Club | Australia     | 2017            |
| Ljungskile SK                 | Suecia        | 2018 - Presente |

### Selección nacional
Fue el capitán de la selección neozelandesa Sub-17 en la Copa Mundial de 2011. Jugó los 4 partidos, recibiendo 1 tarjeta amarilla. En la categoría superior, la Sub-20, también fue nombrado capitán, llevando a los Junior All Whites a conquistar el Campeonato Sub-20 de la OFC 2013, aunque el rendimiento posterior en la Copa Mundial hizo que Nueva Zelanda volviera a casa con las manos vacías. En 2015 jugó tres partido en los Juegos del Pacífico con los Oly Whites.
Con la selección mayor ganó la Copa de las Naciones de la OFC 2016.

#### Partidos y goles internacionales
| Partidos y goles internacionales | Partidos y goles internacionales | Partidos y goles internacionales | Partidos y goles internacionales | Partidos y goles internacionales | Partidos y goles internacionales    | Partidos y goles internacionales |
| #                                | Fecha                            | Estadio                          | Rival                            | Resultado                        | Competición                         | Gol(es)                          |
| -------------------------------- | -------------------------------- | -------------------------------- | -------------------------------- | -------------------------------- | ----------------------------------- | -------------------------------- |
| 2016                             |                                  |                                  |                                  |                                  |                                     |                                  |
| 1                                | 28 de mayo                       | Sir John Guise, Puerto Moresby   | Fiyi                             | 3 – 1                            | Copa de las Naciones de la OFC 2016 |                                  |
| 2                                | 31 de mayo                       | Sir John Guise, Puerto Moresby   | Vanuatu                          | 5 – 0                            | Copa de las Naciones de la OFC 2016 |                                  |
| 3                                | 4 de junio                       | Sir John Guise, Puerto Moresby   | Islas Salomón                    | 1 – 0                            | Copa de las Naciones de la OFC 2016 | 1 (1)                            |
| 4                                | 8 de junio                       | Sir John Guise, Puerto Moresby   | Nueva Caledonia                  | 1 – 0                            | Copa de las Naciones de la OFC 2016 |                                  |
| 5                                | 11 de junio                      | Sir John Guise, Puerto Moresby   | Papúa Nueva Guinea               | 0 – 0                            | Copa de las Naciones de la OFC 2016 |                                  |

## Palmarés
| Título                | Club               | País          | Año     |
| --------------------- | ------------------ | ------------- | ------- |
| Campeonato Sub-17 OFC | Selección sub-17   | Nueva Zelanda | 2011    |
| ASB Premiership       | Waitakere United   | Nueva Zelanda | 2011-12 |
| Campeonato Sub-20 OFC | Selección Sub-20   | Nueva Zelanda | 2013    |
| Copa de las Naciones  | Selección nacional | Nueva Zelanda | 2016    |
| NPL Victoria          | South Melbourne    | Australia     | 2016    |